# パオロ・モンタルバン
パオロ・モンタルバン（Paolo Montalbán、1973年5月21日 - ）は、フィリピン系アメリカ人の俳優。

## プロフィール
- 1973年にマニラにて生まれた。
- 1歳の時にアメリカ合衆国に移住。
- ラトガーズ大学出身。

## 出演作
- 1997年に「シンデレラ」に出演し、名声を得た。
- 恋のスラムダンク、アジャストメント、THE BLACKLIST/ブラックリスト、マダム・セクレタリー、ナース・ジャッキー、LAW & ORDER:性犯罪特捜班にも客演している。